# 아이쇼핑 (드라마)
아이쇼핑은 2025년 7월 21일부터 2025년 8월 12일까지 방송했던 ENA 월화 드라마였다.

## 기획 의도
양부모에게 버려진 후 죽음의 문턱에서 가까스로 살아 남은 아이들의 처절한 생존과 복수를 그린 액션 스릴러

## 제작진

### 극본
- 안소정

### 연출
- 오기환 : 웹 드라마 〈아직 낫서른〉, MBC TV 〈SF8 - 증강 콩깍지〉 연출, 영화 〈패션왕〉, 영화 〈이별계약〉, 영화 〈오감도〉, 영화 〈작업의 정석〉, 영화 〈선물〉

## 등장 인물

### 주요 인물
- 염정아 : 김세희 역 - SH 의료재단 대표이자 불법 매매 입양 조직의 우두머리, 아현의 생모.
- 원진아 : 김아현 역 - 생존 아이들의 리더이자 정신적 지주, 세희의 친딸.
- 최영준 : 우태식 역 - 불법 매매 입양 조직의 하수인이자 환불 된 아이들의 보호자
- 김진영 : 정현 역 - 불법 매매 입양 조직의 실질적인 운영자

### 주변 인물
- 강지용 : 최시우 역
- 오승준 : 석수 역
- 박하준: 어린 정현 역
- 안지호 : 주안 역
- 이나은 : 소미 역
- 김지안 : 김세희 딸 역
- 손종학 : 권강만 역

### 그 외 인물
- 송영규[1]: 윤세훈 역
- 최유하 : 박민주 역
- 도유 : 규태 역
- 김유준 : 은결 역
- 배민희 : 임경미 역 - 소미의 어머니
- 임재명 : 한철수 역
- 미상 : 최현규 역
- 한수연 : 영부인 여사 역
- 김수로
- 이민우 : 김세희의 남편 역

## 참고 사항
- 제목인 ‘아이쇼핑’은 쇼핑 용어인 ‘아이(eye) + shopping’이 아니라 ‘아이(child) + shopping’을 뜻한다. 곧, 중의적인 의미를 내포하고 있다.
- 제작사의 예정 작품 소개 페이지에 따르면 ‘가족에 대한 묵직한 메시지와 복수의 통쾌함을 동시에 선사할 드라마’라고 한다.
- 청소년 이용불가 등급인 원작 웹툰과 달리 드라마의 시청 등급은 15세 이상 시청가이다.
- 연출을 맡은 오기환 감독은 “연출 인생 전체를 통틀어 가장 근원적인 물음을 던지는 작품”이라고 밝혔다.[2]
- 원래는 그룹에이트가 판타지오와 공동 제작하는 것으로 알려졌었지만, 이후 크레딧의 제작사 란에 테이크원스튜디오가 포함됨에 따라 공동 제작사가 바뀐 것으로 보인다.
- OTT 독점 스트리밍은 TVING으로 확정되었다.
- OTT 에서 방송될경우 한글자막도 지원하지만, 이 드라마는 한글자막을 지원하지 않고 있다.

## 같이 보기
- 대한민국의 텔레비전 드라마 목록 (ㅇ)
- 2025년 대한민국의 텔레비전 드라마 목록